# Albert Inghels
Albert Inghels, né le 9 mai 1872 à Lille (Nord) et décédé le 11 juillet 1941 à Nice (Alpes-Maritimes), est un homme politique français.

## Biographie

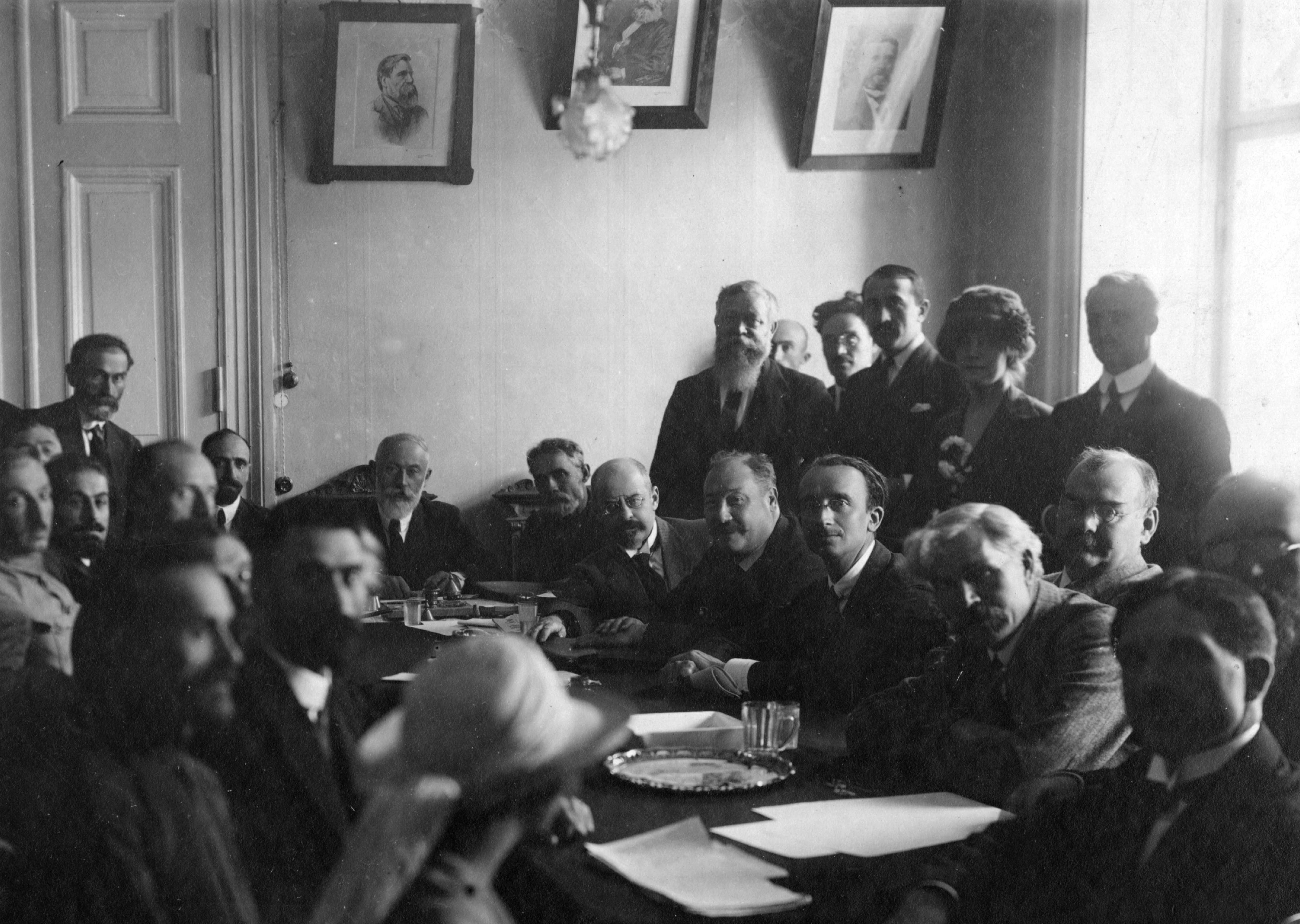
Albert Inghels parmi les délégués de la Deuxième Internationale à Tbilissi en 1920

Fileur dans une usine cotonnière, il adhère au Parti socialiste en 1887 et participe à la création de la Fédération nationale ouvrière textile. Après son service militaire, il devient cafetier, puis employé municipal à Lille. Son militantisme parfois violent lui vaut plusieurs condamnations. Il est député du Nord de 1914 à 1924 et de 1932 à 1936. Il est conseiller général du canton de Tourcoing-Nord-Est de 1925 à 1931 et maire de Tourcoing de 1930 à 1935.